# Лієнна Монтеро
Лієнна де ла Каридад Монтеро Еррера (ісп. Lienna de la Caridad Montero Herrera; нар. 21 січня 1998,) — кубинська борчиня вільного стилю, бронзова призерка чемпіонату світу, срібна та бронзова призерка Панамериканських чемпіонатів, бронзова призерка Центральноамериканського і Карибського чемпіонату, чемпіонка Центральноамериканських і Карибських ігор.

## Життєпис
Боротьбою почала займатися з 2012 року. У 2015 році стала срібною призеркою Панамериканського чемпіонату серед юніорів. У 2017 році стала чемпіонкою цих змагань. Того ж року завоювала срібну медаль чемпіонату світу серед юніорів.
Виступає за спортивний клуб «Cerro Pelado» Гавана. Тренер — Філіберто Дельгадо.

## Спортивні результати на міжнародних змаганнях

### Виступи на Чемпіонатах світу
| Змагання                        | Збірна | Вагова категорія          | Місце  |
| ------------------------------- | ------ | ------------------------- | ------ |
| Чемпіонат світу з боротьби 2018 | Куба   | жіноча боротьба, до 55 кг | Бронза |
| Чемпіонат світу з боротьби 2019 | Куба   | жіноча боротьба, до 53 кг | 8      |

### Виступи на Панамериканських чемпіонатах
| Змагання                                   | Збірна | Вагова категорія          | Місце  |
| ------------------------------------------ | ------ | ------------------------- | ------ |
| Панамериканський чемпіонат з боротьби 2016 | Куба   | жіноча боротьба, до 53 кг | Бронза |
| Панамериканський чемпіонат з боротьби 2018 | Куба   | жіноча боротьба, до 57 кг | Срібло |
| Панамериканський чемпіонат з боротьби 2019 | Куба   | жіноча боротьба, до 57 кг | 8      |
| Панамериканський чемпіонат з боротьби 2020 | Куба   | жіноча боротьба, до 53 кг | Бронза |

### Виступи на Панамериканських іграх
| Змагання                  | Збірна | Вагова категорія          | Місце  |
| ------------------------- | ------ | ------------------------- | ------ |
| Панамериканські ігри 2019 | Куба   | жіноча боротьба, до 53 кг | Бронза |

### Виступи на Центральноамериканських і Карибських чемпіонатах
| Змагання                                                       | Збірна | Вагова категорія          | Місце  |
| -------------------------------------------------------------- | ------ | ------------------------- | ------ |
| Центральноамериканський і Карибський чемпіонат з боротьби 2018 | Куба   | жіноча боротьба, до 57 кг | Бронза |

### Виступи на Центральноамериканських і Карибських іграх
| Змагання                                     | Збірна | Вагова категорія          | Місце  |
| -------------------------------------------- | ------ | ------------------------- | ------ |
| Центральноамериканські і Карибські ігри 2018 | Куба   | жіноча боротьба, до 57 кг | Золото |

### Виступи на інших змаганнях
| Змагання                                                     | Збірна | Вагова категорія          | Місце  |
| ------------------------------------------------------------ | ------ | ------------------------- | ------ |
| Кубок Гранми з боротьби 2015                                 | Куба   | жіноча боротьба, до 60 кг | Золото |
| Олімпійський кваліфікаційний турнір з боротьби 2016 (Фріско) | Куба   | жіноча боротьба, до 53 кг | Бронза |
| Cerro Pelado International 2016                              | Куба   | жіноча боротьба, до 58 кг | Золото |
| Золотий Гран-прі з боротьби 2016                             | Куба   | жіноча боротьба, до 53 кг | 8      |
| Cerro Pelado International 2017                              | Куба   | жіноча боротьба, до 58 кг | Золото |
| Гран-прі «Іван Яригін» 2018                                  | Куба   | жіноча боротьба, до 57 кг | Бронза |
| Cerro Pelado International 2019                              | Куба   | жіноча боротьба, до 57 кг | Золото |
| Кубок Гранми і Серро-Пеладо з боротьби 2020                  | Куба   | жіноча боротьба, до 57 кг | Золото |
| Олімпійський кваліфікаційний турнір з боротьби 2020 (Оттава) | Куба   | жіноча боротьба, до 53 кг | Золото |

### Виступи на змаганнях молодших вікових груп
| Змагання                                                 | Збірна | Вагова категорія          | Місце  |
| -------------------------------------------------------- | ------ | ------------------------- | ------ |
| Панамериканський чемпіонат з боротьби серед юніорів 2015 | Куба   | жіноча боротьба, до 55 кг | Срібло |
| Панамериканський чемпіонат з боротьби серед юніорів 2017 | Куба   | жіноча боротьба, до 55 кг | Золото |
| Чемпіонат світу з боротьби серед юніорів 2017            | Куба   | жіноча боротьба, до 55 кг | Срібло |